# Локхийд LC-130 Херкулес
Lockheed LC-130 е вариант на C-130 Херкулес, чието устройство за излитане и кацане е оборудвано със ски. Тази модификация на самолета се използва в Арктика и Антарктика. Десет броя се използват в „109th Airlift Wing“ на „New York Air National Guard“.

## История
LC-130 започва от прототип на модифициран C-130A със ски през 1956 г. След тестовете през 1957 г. 12 C-130A са модифицирани със ски. След това обозначението било сменено от UV-1L и C-130BL. Това обозначение било сменено от LC-130F когато този модел бил стандартен за всички части. Тези четири самолета били купени от военния департамент в Антарктика, военните закупили един LC-130R през 1968 г.